# Emilio Buale
Ludwig Emilio Buale Coka, más conocido como Emilio Buale (Guinea Ecuatorial, 26 de noviembre de 1972) es un actor, director y bombero español de origen ecuatoguineano.

## Biografía
Ludwig Emilio Buale Coka nació el 26 de noviembre de 1972 en Guinea Ecuatorial. Cuando tenía 7 años su familia se trasladó a Móstoles, Madrid, España. En 1994, logró obtener plaza por oposición como bombero del ayuntamiento de Madrid, puesto que continúa desarrollando en la actualidad.
Fue descubierto en 1995 por el director de casting Paco Pino, quien le ofreció un papel protagonista en la cinta Bwana de Imanol Uribe. Obtuvo una nominación al premio Goya como Mejor Actor Revelación por su interpretación. Desde entonces ha alternado teatro, cine y televisión.
Buale es miembro de la Compañía Nacional de Teatro Clásico, y ha participado en montajes como La entretenida, Amar después de la muerte, Los chicos de la banda o Yonquis y yanquis. Su hermano pequeño, Alberto Hugo, participó en el reality show Generación Ni-Ni de la cadena de televisión La Sexta como uno de los psicólogos que supervisan a un grupo de jóvenes que ni estudian ni trabajan.
Emilio estudió Arquitectura Técnica en la Universidad Politécnica de Madrid (plan 93)

## Filmografía

### Cine
| Año  | Película                           | Personaje                               | Director                    |
| ---- | ---------------------------------- | --------------------------------------- | --------------------------- |
| 1996 | Bwana                              | Ombasi                                  | Imanol Uribe                |
| 2000 | Adiós con el corazón               | Amante                                  | José Luis García Sánchez    |
| 2000 | Mi hijo Arturo                     | Tomás Nguna                             | Pedro Costa                 |
| 2001 | Salvajes                           | Omar                                    | Carlos Molinero             |
| 2003 | Ilegal                             | Senegalés 1                             | Ignacio Vilar               |
| 2005 | Semen, una historia de amor        | Bombero                                 | Inés París,Daniela Fejerman |
| 2009 | Hienas                             | Fran                                    | Norberto Ramos del Val      |
| 2010 | La piel azul                       | Abdou                                   | Gonzalo López Gallego       |
| 2011 | El Capitán Trueno y el Santo Grial | Gentián                                 | Antonio Hernández           |
| 2011 | Área de descanso                   | El Negro                                | Michael Aguiló              |
| 2011 | Black Brown White                  | Gabriel                                 | Erwin Wagenhofer            |
| 2012 | Mixto                              | José María                              | Tony Romero                 |
| 2014 | Pixel Theory                       | Narrador/Robot                          | Varios Directores           |
| 2014 | REC 4: Apocalipsis                 | Jesu                                    | Jaume Balaguero             |
| 2015 | Caza al asesino                    | Golpeador de tubería de plomo (Machete) | Pierre Morel                |
| 2015 | Palmeras en la nieve               | Militar puerto                          | Fernando González Molina    |
| 2016 | Backseat Fighter                   | Teniente                                | Mario Pagano                |
| 2017 | Call TV                            | Fernando                                | Norberto Ramos del Val      |
| 2018 | Oh! Mammy Blue                     | Jaime Padre                             | Antonio Hens                |
| 2019 | El hoyo                            | Baharat                                 | Galder Gaztelu-Urrutia      |
| 2020 | Cachita. La esclavitud borrada     | Juan Latino                             | Álvaro Begines              |
| 2020 | ¡Ni te me acerques!                | Evaristo                                | Norberto Ramos del Val      |
| 2020 | Black Beach                        | León Ndong                              | Esteban Crespo              |
| 2020 | Adú                                | Tatu                                    | Salvador Calvo              |
| 2022 | Lugares a los que nunca hemos ido  | Jorge                                   | Roberto Pérez Toledo        |
| 2022 | Reyes contra Santa                 | Contro de Seguridad C.H.U.S.M.A.        | Paco Caballero              |
| 2023 | Kené                               |                                         | Vicente Pérez Herrero       |
| 2023 | Mathusalén                         | Gran T                                  | David Galán Galindo         |
| 2023 | Delfines de plata                  | Yihadista                               | Javier Elorrieta            |
| 2024 | La fiebre de los ricos             | Pablo                                   | Galder Gaztelu-Urrutia      |
| 2024 | El hoyo 2                          | Baharat                                 | Galder Gaztelu-Urrutia      |
| 2024 | Lo carga el diablo                 | Babik                                   | Guillermo Polo              |
| 2024 | La Parra                           | Pescador                                | Alberto Gracia              |

### Cortometrajes
| Año  | Título                                       | Personaje         | Dirección                          |
| ---- | -------------------------------------------- | ----------------- | ---------------------------------- |
| 1997 | Cien maneras de hacer el pollo al txilindrón | Txipanga Bolinga  | Kepa Sojo                          |
| 1997 | El pliegue del hipocampo                     | Doctor Oblongo    | Covadonga Icaza                    |
| 1998 | Feliz Navidad                                | Rey Baltasar      | Óscar del Caz                      |
| 2002 | Impotencia                                   |                   | Andoni de Carlos                   |
| 2003 | Así fue mi sueño                             |                   | Javier Albalá                      |
| 2003 | ¿Y tú qué harías?                            |                   | Emiliano Melgarejo                 |
| 2004 | El niño que jugaba con trenes                | El padre          | Jorge Blas                         |
| 2004 | Cara sucia                                   | Padre             | Santiago Zannou                    |
| 2005 | Chantal Lis                                  | Marido de Chantal | María Pavón y Rut Suso             |
| 2007 | Salomón                                      | Moussa            | Ignacio Lasierra                   |
| 2009 | Cíclope                                      | Maverick          | Carlos Morett                      |
| 2010 | Morphos                                      | Murtaugh          | Carlos Morett                      |
| 2013 | Subterráneo                                  | Gafas de sol      | Miguel A. Carmona                  |
| 2016 | Hasta luego, cariño                          | Obrero            | Antonello Novellino y Paky Perna   |
| 2016 | Amén                                         | Jorge             | Antonio Naharro                    |
| 2017 | Bombón helado                                | Toni              | Sadrak Zmork                       |
| 2018 | Tournees                                     | Kaimwa            | Israel González                    |
| 2018 | Demasiado lejos para oírlo todo              | Terapeuta         | Héctor Montaño                     |
| 2019 | Una noche cualquiera                         | Dani              | Juanlu Moreno Somé                 |
| 2023 | Honor: Cruce de caminos                      | Coka              | Ángel Gómez Hernández y Aure Roces |
| 2023 | El trono                                     |                   | Lucía Jiménez                      |
| 2024 | Sensus                                       | Sargento Pekins   | Leandro Sosa                       |

### Televisión
| Año         | Serie                     | Canal               | Personaje         | Notas        |
| ----------- | ------------------------- | ------------------- | ----------------- | ------------ |
| 1998        | Tio Willy                 | La 1                | Alberto           | 11 episodios |
| 1998        | Médico de familia         | Telecinco           | Philip            | 1 episodio   |
| 1999 - 2000 | Mediterráneo              | Telecinco           | Kibu              | 13 episodios |
| 2000        | Abierto 24 horas          | Antena 3            |                   | 1 episodio   |
| 2000        | Pratos combinados         | TVG                 |                   | ¿? episodios |
| 2001        | Arrayán                   | Canal Sur           | René              | 3 episodios  |
| 2002 - 2008 | El comisario              | Telecinco           | Varios personajes | 3 episodios  |
| 2003        | Código fuego              | Antena 3            | Sergio            | 6 episodios  |
| 2005        | Hospital Central          | Telecinco           | Dr. Mauri         | 15 episodios |
| 2007        | Los Serrano               | Telecinco           | Dieguito          | 1 episodio   |
| 2008        | Cazadores de hombres      | Antena 3            | Joseph Okelo      | 1 episodio   |
| 2009        | La que se avecina         | Telecinco           | Bombero           | 1 episodio   |
| 2009        | Sin tetas no hay paraíso  | Telecinco           | Doctor Madiba     | 2 episodios  |
| 2009 - 2010 | Amar en tiempos revueltos | La 1                | Frank Carrera     | 10 episodios |
| 2010        | La piel azul              | Antena 3            | Abdou             | 1 episodio   |
| 2011        | Vida loca                 | Telecinco           | Edu               | 1 episodio   |
| 2012        | La fuga                   | Telecinco           | Leo Alández       | 11 episodios |
| 2013        | El don de Alba            | Telecinco           |                   | 1 episodio   |
| 2014        | Museo Coconut             | Neox                | Bruce Larsson     | 1 episodio   |
| 2014        | Cuéntame un cuento        | Antena 3            | Samuel 'Tímido'   | 1 episodio   |
| 2015        | Los nuestros              | Telecinco           |                   | 1 episodio   |
| 2017        | Run Coyote Run            | FX                  | Obame             | 1 episodio   |
| 2020        | Madres                    | Telecinco           | Víctor            | 10 episodios |
| 2020-2021   | El Cid                    | Amazon Prime Video  | Sádaba            | 6 episodios  |
| 2022        | Los protegidos A.D.N.     | Atresplayer Premium | Dante             | 6 episodios  |
| 2024        | Detective Touré           | La 1                | Kareem            | 6 episodios  |